# Phenacolepas peelae
Phenacolepas peelae is een slakkensoort uit de familie van de Phenacolepadidae. De wetenschappelijke naam van de soort is voor het eerst geldig gepubliceerd in 1989 door Christiaens.